# 大田山一朗
大田山 一朗（おおたやま いちろう、1924年5月3日 - 1999年11月11日）は、東京府荏原郡大森町（現在の東京都大田区、出生地は岩手県盛岡市上田）出身で、高砂部屋に所属した大相撲力士。本名は藤沢 一郎（ふじさわ いちろう）。身長177cm、体重120kg。得意手は右四つ、寄り。最高位は東前頭20枚目（1957年9月場所）。

## 来歴・人物
小学校卒業後は日立航空機に勤務していたが、当時の人気大関・前田山に誘われ、1939年（昭和14年）6月に彼が所属する高砂部屋へ入門した。
1940年（昭和15年）1月場所で初土俵を踏み、翌年5月場所にて前田山から2字を貰った「前田川」の四股名で、序二段に付け出された。
三段目の地位にあった1944年（昭和19年）11月場所から翌1945年（昭和20年）11月場所までは、兵役に取られていた。
復員後、1950年（昭和25年）9月場所で幕下優勝を遂げ、1951年（昭和26年）9月場所で十両昇進を果たした。最終の四股名「大田山」は、出身地の東京都大田区に因んだ（「前田川」「岩手山（出生地・岩手県の名峰に因む）」を経てこの名を名乗ったが、当初は「太田山」と、点がある方の「おおたやま」だった）。
1954年（昭和29年）5月場所から、1959年（昭和34年）5月場所（※10日目）まで弓取式を披露し、テレビの大相撲中継の普及とともに“弓取式の大田山”として有名になり人気を博した。
右四つからの寄りを持ち味に、十両23場所目の1957年（昭和32年）5月場所で12勝3敗と好成績を収め、翌9月場所にて33歳で新入幕を果たした。
幕内力士として弓取式を行ったのは、前任者でもある大岩山（立浪部屋）以来であり、当時は横綱・大関に匹敵する人気があった。
しかし幕内では勝ち越すことができず、わずか2場所で十両に陥落した。
1959年（昭和34年）5月場所後、35歳で引退。その後は年寄・陣幕を襲名し、1960年（昭和35年）1月からは同・錦戸を名乗って高砂部屋付きの親方として後進の指導に当たり、1989年（平成元年）5月2日付で日本相撲協会を停年退職した。
その間、相撲協会に在籍しつつも、神奈川県横浜市鶴見区（後に同市港北区）で相撲料理店「ちゃんこ 大田山」を経営していた。
停年退職後、『クイズ日本人の質問』に「弓取式で弓を落としたらどうするのか？」という問題の解説役として出演し、実際に弓を足の上に載せて跳ね上げてつかみ取る所作を披露した。この時の放送によれば、通算355回務めた弓取式の中で一度だけ弓を落としたことがあり、実際に足を使って拾ったことがあったという。
1999年（平成11年）11月11日、肺炎のため静岡県内の病院で逝去。75歳没。

## 主な成績・記録
- 通算成績：344勝366敗4休 勝率.485
- 幕内成績：10勝20敗　勝率.333
- 現役在位：57場所
- 幕内在位：2場所
- 各段優勝
  - 十両優勝：1回（1956年9月場所）
  - 幕下優勝：1回（1950年9月場所）

### 場所別成績
| | 一月場所 初場所（東京） | 三月場所 春場所（大阪） | 五月場所 夏場所（東京）  | 七月場所 名古屋場所（愛知） | 九月場所 秋場所（東京） | 十一月場所 九州場所（福岡） |
| --- | ----------------------- | ----------------------- | ------------------------ | --------------------------- | ----------------------- | --------------------------- |
| 1940年 （昭和15年） | （前相撲）              | x                       | 番付外 –                 | x                           | x                       | x                           |
| 1941年 （昭和16年） | 新序 3–0                | x                       | 東序二段45枚目 1–7       | x                           | x                       | x                           |
| 1942年 （昭和17年） | 西序二段64枚目 5–3      | x                       | 東序二段5枚目 1–7        | x                           | x                       | x                           |
| 1943年 （昭和18年） | 西序二段17枚目 6–2      | x                       | 東三段目34枚目 3–5       | x                           | x                       | x                           |
| 1944年 （昭和19年） | 西三段目39枚目 5–3      | x                       | 東三段目15枚目 2–3       | x                           | x                       | 東三段目28枚目 – 兵役       |
| 1945年 （昭和20年） | x                       | x                       | x                        | x                           | x                       | 東三段目26枚目 3–2          |
| 1946年 （昭和21年） | x                       | x                       | x                        | x                           | x                       | 西三段目2枚目 4–3           |
| 1947年 （昭和22年） | x                       | x                       | 西幕下26枚目 3–2         | x                           | x                       | 東幕下15枚目 2–4            |
| 1948年 （昭和23年） | x                       | x                       | 西幕下20枚目 1–5         | x                           | 東三段目11枚目 2–4      | x                           |
| 1949年 （昭和24年） | 東三段目20枚目 6–6      | x                       | 西三段目13枚目 10–5      | x                           | 西幕下24枚目 8–7        | x                           |
| 1950年 （昭和25年） | 西幕下19枚目 6–9        | x                       | 西幕下23枚目 10–5        | x                           | 東幕下14枚目 優勝 12–3  | x                           |
| 1951年 （昭和26年） | 西幕下2枚目 7–8         | x                       | 東幕下3枚目 9–6          | x                           | 東十両15枚目 9–6        | x                           |
| 1952年 （昭和27年） | 西十両10枚目 9–6        | x                       | 東十両6枚目 6–9          | x                           | 東十両9枚目 9–6         | x                           |
| 1953年 （昭和28年） | 西十両7枚目 8–7         | 東十両7枚目 7–8         | 東十両10枚目 5–10        | x                           | 西十両14枚目 8–7        | x                           |
| 1954年 （昭和29年） | 東十両13枚目 9–6        | 西十両4枚目 7–8         | 西十両5枚目 8–7          | x                           | 西十両4枚目 6–9         | x                           |
| 1955年 （昭和30年） | 西十両7枚目 4–11        | 東十両17枚目 11–4       | 西十両7枚目 8–7          | x                           | 西十両5枚目 8–7         | x                           |
| 1956年 （昭和31年） | 西十両3枚目 6–9         | 東十両6枚目 4–11        | 東十両14枚目 7–8         | x                           | 西十両15枚目 優勝 12–3  | x                           |
| 1957年 （昭和32年） | 西十両3枚目 8–7         | 西十両筆頭 5–10         | 西十両5枚目 12–3         | x                           | 東前頭20枚目 6–9        | 東前頭23枚目 4–11           |
| 1958年 （昭和33年） | 西十両3枚目 6–9         | 西十両5枚目 8–7         | 東十両4枚目 4–11         | 東十両11枚目 5–10           | 西十両16枚目 8–7        | 西十両14枚目 6–9            |
| 1959年 （昭和34年） | 西十両17枚目 7–7 1引分  | 東十両17枚目 7–8        | 東十両19枚目 引退 1–10–4 | x                           | x                       | x                           |
| 各欄の数字は、「勝ち-負け-休場」を示す。 優勝 引退 休場 十両 幕下 三賞：敢=敢闘賞、殊=殊勲賞、技=技能賞 その他：★=金星 番付階級：幕内 - 十両 - 幕下 - 三段目 - 序二段 - 序ノ口 幕内序列：横綱 - 大関 - 関脇 - 小結 - 前頭（「#数字」は各位内の序列） |                         |                         |                          |                             |                         |                             |

### 幕内対戦成績
| 力士名   | 勝数 | 負数 | 力士名 | 勝数 | 負数 | 力士名 | 勝数 | 負数 | 力士名 | 勝数 | 負数 |
| -------- | ---- | ---- | ------ | ---- | ---- | ------ | ---- | ---- | ------ | ---- | ---- |
| 東海     | 1    | 0    | 泉洋   | 0    | 1    | 大起   | 1    | 1    | 大ノ浦 | 1    | 1    |
| 小城ノ花 | 0    | 1    | 小野錦 | 1    | 1    | 神錦   | 0    | 1    | 清恵波 | 0    | 1    |
| 鬼竜川   | 1    | 0    | 鯉ノ勢 | 1    | 1    | 出羽錦 | 0    | 1    | 出羽湊 | 0    | 2    |
| 鳴門海   | 0    | 1    | 成山   | 0    | 1    | 白龍山 | 0    | 2    | 広瀬川 | 1    | 0    |
| 八染     | 0    | 1    | 吉井山 | 0    | 1    | 若葉山 | 0    | 1    |        |      |      |

## 改名歴
- 前田川 一郎（まえだがわ いちろう）1941年5月場所-1947年11月場所
- 前田川 登一郎（- といちろう）1948年5月場所-1948年10月場所
- 岩手山 盛一郎（いわてやま せいいちろう）1949年1月場所-1950年1月場所
- 太田山 一郎（おおたやま いちろう）1950年5月場所-1951年5月場所
- 大田山 一郎（おおたやま -）1951年9月場所-1952年1月場所
- 大田山 一朗（- いちろう）1952年5月場所-1953年1月場所
- 大田山 一郎（- いちろう）1953年3月場所
- 大田山 一朗（- いちろう）1953年5月場所-1959年5月場所（引退）

## 年寄変遷
- 陣幕 一朗（じんまく いちろう）1959年5月-1960年1月
- 錦戸 一朗（にしきど いちろう）1960年1月-1989年5月（停年退職）